# Kai Frölich
Kai Frölich (* 21. Juni 1960 in Neumünster) ist ein deutscher Biologe, Tierarzt und Hochschullehrer.

## Leben
Der Arztsohn bestand 1979 sein Abitur am Gymnasium der Stiftung Louisenlund und studierte anschließend zunächst bis Frühjahr 1982 Biologie an der Christian-Albrechts-Universität zu Kiel, wechselte dann an die Ludwig-Maximilians-Universität München. Dort setzte er das Studium mit dem Schwerpunkt Zoologie fort und erlangte im Frühjahr 1985 seinen Diplomabschluss. Frölich schloss ein Zweitstudium im Fach Tiermedizin an, welches er von 1985 bis 1990 an der Freien Universität Berlin absolvierte. Im September 1990 erhielt er seine Approbation.
Frölich war von Sommer 1992 bis Dezember 2006 als wissenschaftlicher Mitarbeiter am Institut für Zoo- und Wildtierforschung im Forschungsverbund Berlin tätig, von 1997 bis Jahresende 2006 hatte er dort die Leitung der Forschungsgruppe „Wildtierkrankheiten“ inne. Er schloss zwei Doktorarbeiten an der Freien Universität Berlin ab: 1993 im Fach Tiermedizin (Thema: „Bovine Virusdiarrhoe/Mucosal disease (BVD/MD) bei Cerviden in unterschiedlichen Freiland- und Gehegepopulationen: Seroepizootiologie und Virusisolierung“) sowie 2000 im Fach Biologie (Thema: „Charakterisierung des Gesundheitsstatus von Rehen (Capreolus capreolus) in Gebieten mit hoher Schadstoffbelastung (Cadmium, Blei und PCB) im Vergleich zu gering belasteten Gebieten“). 2002 wurde an der Freien Universität Berlin seine Habilitation angenommen, der Titel seiner Habilitationsschrift lautete „Untersuchungen zur Epidemiologie ausgewählter Infektionskrankheiten bei Wildtieren“. Anschließend lehrte Frölich von Juni 2002 bis September 2010 als Privatdozent am Fachbereich Veterinärmedizin der Freien Universität Berlin. Von Oktober 2010 bis Februar 2014 hatte er an der Universität Hildesheim eine Privatdozentur am Fachbereich Naturwissenschaften inne, anschließend trat er an der Hochschule eine Gastprofessur an.
Von 2002 bis 2009 war er zusätzlich zu seinen wissenschaftlichen Tätigkeiten für die tierärztliche Bestandsbetreuung im Wildpark Eekholt zuständig. 
Seit Frühjahr 2007 ist er Direktor und Vorstand des Tierparks Arche Warder. Für den Tierpark erarbeitete er ein Sechssäulenmodell zum Erhalt von Rassen. Unter Frölichs Leitung wurde im April 2023 ein Besucherzentrum errichtet, in dem die Bedeutung von Haustieren für die Kulturgeschichte des Menschen dargestellt wird.
Frölichs Forschungsschwerpunkte liegen in den Bereichen Zoo- und Wildtierkrankheiten, Artenschutz, Haus- und Wildtierkunde und alte Haustierrassen. 2010 brachte er gemeinsam mit Susanne Kopte das Werk „Alte Nutztierrassen – Selten und Schützenswert“ heraus.